# Diocesi di Castres

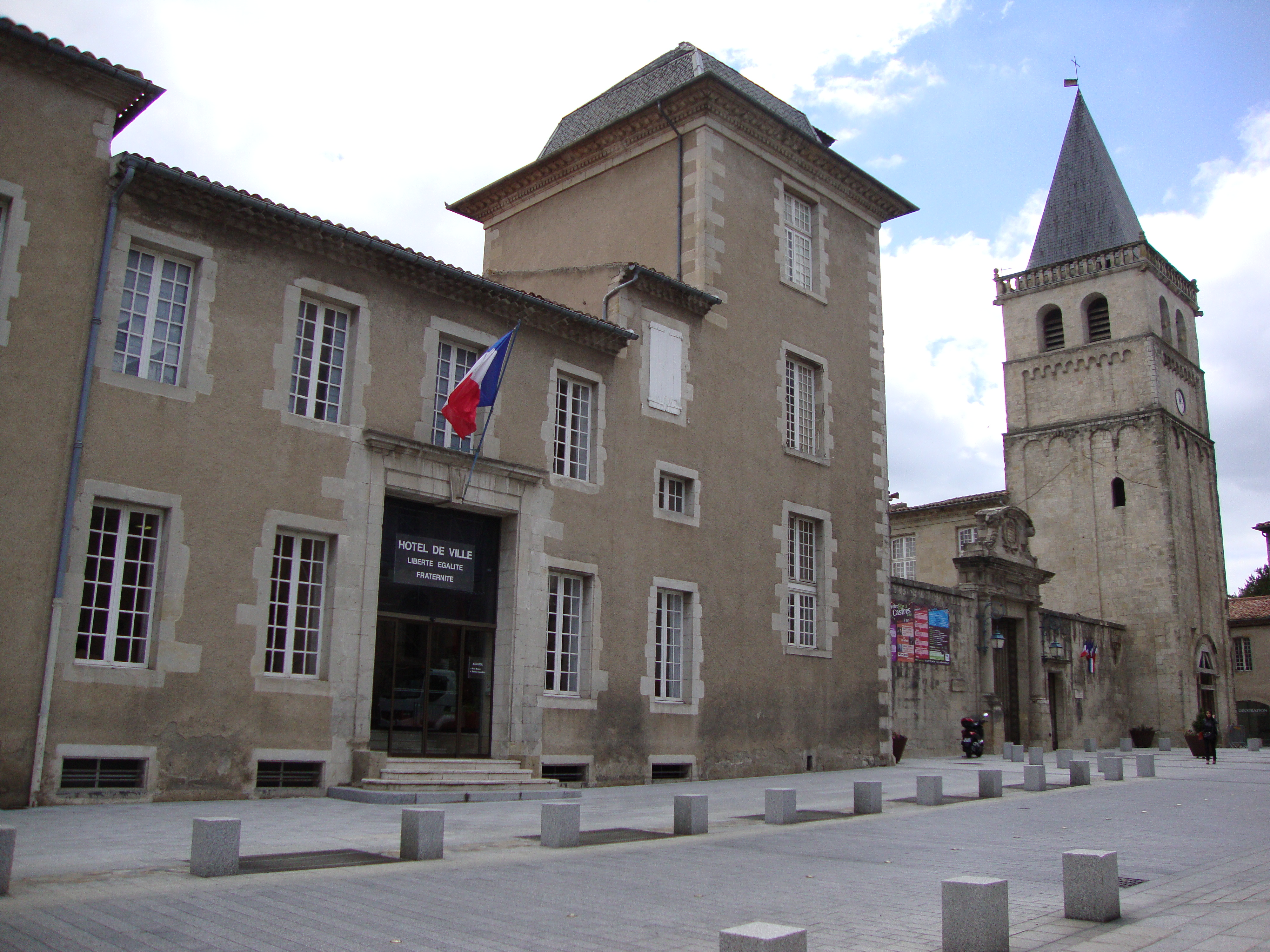
L'antico palazzo episcopale, oggi hôtel de ville di Castres, costruito dal vescovo Michel Tuboeuf nella seconda metà del XVII secolo.

Mappa della diocesi nel Settecento.

La diocesi di Castres (in latino: Dioecesis Castrensis) è una sede soppressa della Chiesa cattolica.

## Territorio
La diocesi confinava a nord con l'arcidiocesi di Albi e la diocesi di Vabres; a est con le diocesi di Béziers e di Saint-Pons; a sud con la diocesi di Lavaur e ad ovest con quella di Montauban.
Sede vescovile era la città di Castres nell'attuale dipartimento di Tarn, dove fungeva da cattedrale la chiesa di San Benedetto.
Alla fine del XVII secolo, la diocesi comprendeva circa 120 parrocchie.

## Storia
L'abbazia di San Benedetto, all'origine della città di Castres, fu eretta verso la metà del VII secolo sulle rive dell'Agout ad opera di alcuni nobili della corte di Sigeberto III, Robert, Ancelin e Daniel. Nel 1074 dipendeva dall'abbazia di San Vittore di Marsiglia.
La diocesi di Castres fu eretta il 9 luglio 1317 con la bolla Salvator noster di papa Giovanni XXII, ricavandone il territorio dall'arcidiocesi di Albi. Fu elevata a cattedrale la chiesa abbaziale di San Benedetto edificata a partire dall'XI secolo. Il capitolo continuò a vivere sotto la regola di san Benedetto fino al 1535, quando fu secolarizzato da papa Paolo III.
L'antica cattedrale venne distrutta dai protestanti nel 1567; ricostruita a partire dalla fine del XVII secolo, non fu mai ultimata. Durante le guerre di religione la città venne conquistata dagli ugonotti (1575), i quali continuarono a risiedere a Castres anche dopo l'editto di Nantes finché non ne furono espulsi nel 1629.
Inizialmente suffraganea dell'arcidiocesi di Bourges, il 3 ottobre 1678 Castres entrò a far parte della sede metropolitana di Albi.
La diocesi fu soppressa in seguito al concordato con la bolla Qui Christi Domini di papa Pio VII del 29 novembre 1801 e il suo territorio incorporato in quello della diocesi di Montpellier. Il 6 ottobre 1822, con il ristabilimento della sede di Albi, i territori dell'antica diocesi di Castres furono annessi alla nuova circoscrizione.
Dal 17 febbraio 1922 gli arcivescovi di Albi hanno il privilegio di aggiungere al proprio titolo quello di vescovi di Castres.

## Cronotassi dei vescovi
- Dieudonné, O.S.B. † (13 luglio 1317 - 1326 deceduto)
- Amelius de Lautrec, O.S.A. † (5 dicembre 1326 - 1337 deceduto)
- Jean des Prés-Montpezat † (3 dicembre 1337 - ? deceduto)
- Pierre de Banac † (14 agosto 1348 - 1364 dimesso)
- Raymond de Sainte-Gemme † (27 maggio 1364 - 1373 deceduto)
- Elie de Donzenac † (14 novembre 1373 - 30 maggio 1383 deceduto)
- Guy de Roye † (8 ottobre 1383 - 16 agosto 1385 nominato arcivescovo di Sens)
- Dieudonné † (4 agosto 1385 - 1388 deceduto)
- Jean Engeard † (20 novembre 1388 - 1418 deceduto)
- Aimeric Nadal † (23 agosto 1419 - ottobre 1421 deceduto)
  - Sede vacante (1421-1426)
- Raymond Mairose † (14 gennaio 1426 - 22 ottobre 1427 deceduto)
- Pierre de Cotigny † (24 ottobre 1427 - 1431 deceduto)
- Gérard Machet † (22 gennaio 1432 - 17 luglio 1448 deceduto)
- Maraud de Condom, C.R.S.A. † (2 dicembre 1448 - 1458 deceduto)
- Jean d'Armagnac † (24 marzo 1460 - 1493 deceduto)
  - Cesare Borgia † (4 novembre 1493 - 20 gennaio 1495 dimesso) (amministratore apostolico)
- Charles de Martigny † (20 gennaio 1495 - 1509 deceduto)
- Pierre de Martigny † (1509 - 17 aprile 1531 nominato vescovo di Bayeux)
- Jacques de Tournon † (17 aprile 1531 - 1536 nominato vescovo di Valence)
- Antoine-Charles de Vesc † (28 aprile 1536 - 1551 dimesso)
- Claude d'Auraison † (21 agosto 1551 - 1583 deceduto)
- Jean I de Fossé † (27 agosto 1584 - 5 maggio 1632 deceduto)[1]
- Jean II de Fossé † (5 maggio 1632 succeduto - 1654 deceduto)[2]
  - Sede vacante (1654-1657)
- Charles-François d'Anglure de Bourlemont † (20 giugno 1657 - 15 settembre 1664 nominato arcivescovo di Tolosa)
- Michel Tuboeuf † (6 ottobre 1664 - 16 aprile 1682 deceduto)
  - Sede vacante (1682-1693)
- Augustin de Maupéou † (7 dicembre 1693 - 16 novembre 1705 nominato vescovo di Auch)[3]
- Honoré de Quiqueran de Beaujeu † (7 settembre 1705 - 26 giugno 1736 deceduto)
- François de Lastic de Saint-Jal † (11 febbraio 1737 - 24 maggio 1752 deceduto)
- Jean-Sébastien de Barral † (27 novembre 1752 - prima del 27 luglio 1773 deceduto)
- Jean-Marc de Royère † (13 settembre 1773 - 1801 dimesso)
  - Sede soppressa